# Намі ібн Абд аль-Муталіб
Намі ібн Абд аль-Муталіб (араб. نامي بن عبد المطلب بن حسن بن أبي نمي; д/н — 5 серпня 1632) — шаріф і емір Мекки з березня до червня 1632 року.

## Життєпис
Походив з гілки правлячої династії Хасанідів — бану-катада. Онук шаріфа Аль-Хасана III, син Абд аль-Муталіба. Про молоді роки обмаль відомостей, але зумів залишитися в Мецці після страти зведеного брата Ахмада. 1631 року намагався переконати шаріфа Мухаммеда ібн Абдуллу замінити свого молодшого співеміра Зайда ібн Мухсіна на когось із своїх братів або інших родичів. Відмова призвела до охолодження Намі до шаріфа.
У березні 1632 року приєднався до єменського війська на чолі із Кор-МАхмуда та Алі-беєм, яке рухалося на Мекку. Брав участьу вирішальній битві біля Ваді-ель-Біяра, де Мухаммед ібн Абдулла зазнав поразки та загинув. Союзники зайняли Мекку, де Намі було оголошено новим володарем. За традицією призначив молодшим співеміром свого стриєчного брата Абд аль-Азіза ібн Ідріса. Втім вимушен був визнати фактичну зверхність єменського імама Мухаммеда аль-Муайяда бін аль-Мансура. За цим військо на чолі із Абд аль-Азізом захопило Джидду. Водночас Зайд спільно з шейхами бедуїнських племен навколо Медіни став нападати на каравани, що йшли до Мекки.
У червні 1632 року шаріф-емір стикнувся з османською загрозою — єгипетський валі Бостанджи Халіл-паша відправив військо на підтримку Зайда ібн Мухсіна. При наближенні супротивника після декілько сутичок шаріф відступив до фортеці Турба. Обороняв її до 20 липня того ж року. Потрапив у полон разом з братом Саїдом. 5 српняза наказом валі Намі було повішено в Аль-Мудаа (Мекка). Влада в Мецці та Хіджазі перейшла до Зайда.